# Lawrence Gilliard Jr
Lawrence "Larry" Gilliard, Jr. (Nueva York, Estados Unidos, 22 de septiembre de 1971) es un actor estadounidense que ha participado en varias obras de teatro, películas y series de televisión; reconocido mundialmente por interpretar a D'Angelo Barksdale en la serie The Wire del canal HBO. De 2013 a 2015 interpretó a Bob Stookey en la serie The Walking Dead.

## Biografía

### Primeros años y carrera
Nacido el 22 de septiembre de 1971 en la ciudad de Nueva York, él y su familia se mudaron a Baltimore, Maryland cuando tenía 7 años, donde Gilliard pasó la mayor parte de sus días hasta su adultez y estudió música clásica en la Baltimore School for the Arts, donde tuvo de compañeros a la actriz Jada Pinkett Smith y a Tupac Shakur. También estudió en la Juilliard School antes de decidir ser actor. Tomó clases de actuación en la American Academy of Dramatic Arts, The Acting Studio, Inc., y el Stella Adler Conservatory, haciendo su debut en la película independiente Straight Out of Brooklyn en el año 1991. Está casado con la actriz Michelle Paress desde 2010.
Entre algunos de sus trabajos se encuentran series como Law & Order, Homicide: Life on the Street, New York Undercover, CSI: NY, The Walking Dead y películas como Waterboy y Gangs of New York.

## Filmografía
| Año       | Personaje              | Título                             | Actor de doblaje    | Lugar       |
| --------- | ---------------------- | ---------------------------------- | ------------------- | ----------- |
| 2023      | Archie Moore           | Big George Foreman                 | ¿?                  | ¿?          |
| 2013-2014 | Bob Stookey            | The Walking Dead                   | Marcos Abadi        | Argentina   |
| 2014      | Scrilla                | La peor noche de mi vida           | Esteban Desco       | México      |
| 2012      | Dr. Barden             | Would You Rather                   | Jorge Luis García   | Miami       |
| 2004      | Jackson                | El maquinista                      | Jorge García        | México      |
| 2008      | James                  | Fear Itself                        | ¿?                  | ¿?          |
| 2005      | Eddie Roberts          | Law & Order: Criminal Intent       | Edson Matus         | México      |
| 2002-2003 | D'Angelo "D" Barksdale | The Wire                           | ¿?                  | México      |
| 2002      | Jimmy Spoils           | Gangs of New York                  | Enzo Fortuny        | México      |
| 1998      | Derek Wallace          | El aguador                         | José Antonio Macías | México      |
| 1998      | Dontae                 | The Substitute 2: The School's Out | Leonardo Araujo     | Los Ángeles |